# Caparreta grisa
La caparreta grisa (Coccus pseudomagnoliarum) és una espècie d'hemípter esternorrinc de la família Coccidae. És polífaga i ataca a diverses espècies de plantes cultivades.

## Etimologia
- Coccus: prové del mot llatí coccus, que alhora esdevé del mot grec κόκκος (baia o gra), en referència a la seua forma.[2]
- pseudomagnoliarum: esdevé de la paraula grega ψευδο (fals, enganyós)[3] i del mot llatinitzat magnoliarum. Aquest últim està format per magnolia (creat pel naturalista suec Carl von Linné en honor del botànic francés Pierre Magnol, s. XVII)[4] i el sufix llatí -arum (genitiu plural).

## Història
La caparreta grisa és un fitòfag de cítrics d'origen asiàtic que ha sigut recentment detectada als nostres territoris. És present en les principals àrees citrícoles del món i és considerada una de les principals plagues a Califòrnia. En la conca Mediterrània va ser descrita per primera vegada en 1972 i des de llavors s'ha citat en diversos països com Turquia, Grècia i Itàlia. No obstant això, els danys a la Mediterrània són menors als observats a Califòrnia i les poblacions del còccid rarament traspassen els llindars de tractament. Malgrat el temps transcorregut des de la seua detecció en els anys setanta, es desconeix si la plaga està baix control gràcies a factors de tipus biològic o climàtic, o pels repetits tractaments contra el poll roig de Califòrnia (Aonidiella aurantii). En les zones de Califòrnia on no es realitzen tractaments contra aquest perquè aquest es controla mitjançant la solta d'Aphytis melinus, la caparreta grisa és una de les principals plagues i les seues poblacions es combaten tractant amb un organofosforat específic contra cotxinilles cada dos o tres anys. En les parcel·les on es duu a terme Producció Integrada es realitzen tractaments amb oli de parafina per ser el plaguicida més respectuós amb els enemics naturals. No obstant això, els tractaments amb oli només aconsegueixen disminuir les poblacions de C. pseudomagnoliarum durant un any, sent necessari repetir el tractament any rere any. El control biològic en aquesta zona no és efectiu perquè les baixes temperatures de l'hivern afecten molt negativament a l'establiment, acció i supervivència dels seus principals parasitoides Metaphycus helvolus, M. luteolus i M. flavus. A l'Estat espanyol, com en la resta del Mediterrani, es desconeixen els principals parasitoides de la caparreta grisa, així com la seua incidència.
Més concretament, als Països Catalans, es va observar per primera vegada en una parcel·la de la localitat de Serra (El Camp de Túria) a l'abril de 2006. Després de la seua detecció, l'empresa TRAGSATEC va dur a terme un estudi per encàrrec de la Conselleria d'Agricultura per a delimitar la seua presència al País Valencià. El còccid apareix àmpliament distribuït en moltes parcel·les de cítrics de l'interior de la província de València, la qual cosa suggereix que la seua introducció en la zona degué produir-se bastants anys abans de ser detectat i durant aquests anys s'ha anat difonent lentament. La immensa majoria de parcel·les on s'ha detectat estan situades en la zona interior limítrofa per al cultiu dels cítrics, per la qual cosa C. pseudomagnoliarum podria trobar-se controlat de manera natural per factors climàtics i/o biològics en la resta de la zona citrícola valenciana.

## Distribució
L'origen d'aquest coccoïdeu encara no està totalment esclarit. En un principi es va pensar que era oriünd del Japó i de la Xina meridional, però com que sol confondre's amb la caparreta blana (Coccus hesperidum), és probable que també siga originari dels estats nord-americans de Califòrnia i Arizona. Actualment es troba al Japó, Califòrnia, Austràlia, la conca del Mediterrani i la regió del Caucas de Rússia.

## Descripció
La femella adulta és de manera oval i molt lleugerament bombada pel centre, de 3–4 mm de llargària i 2 mm d'amplària de mitjana. La seua coloració de fons és grisenca i posseeix sobre el tegument puntejat o zones fosques reticulades irregulars i molt variables en número, que li donen un aspecte més o menys fosc. Els ous són ovalats i groguencs, i es troben protegits baix l'escut de la mare.

## Biologia
Normalment no existeixen mascles, per la qual cosa la reproducció és per mitjà de partenogènesi. Les nimfes de la caparreta grisa passen per tres estadis nimfals abans d'aconseguir l'estat adult. Les femelles adultes posen entre 1.000 i 1.500 ous durant la seua època de posta, que dura d'un a dos mesos.
Aquesta espècie només desenvolupa una sola generació a l'any i la reproducció de les femelles té lloc a la primavera (entre abril i juny) i després moren. Les caparretes mortes són marrons, i baix d'aquestes es troben ous i larves mòbils. Els estats immadurs són plans i quasi transparents, creixen lentament a l'estiu (maig-juny) sobre les fulles (preferentment al revers i al llarg del nervi central), presenten sis potes, dos antenes i dos ulls negres. No veuen massa bé, només distingeixen llum i foscor. Són mòbils i es desplacen ràpidament entre les fulles. Són molt lleugeres, tant que poden ser dispersades pel vent. Quan les larves insereixen el seu aparell bucal en la superfície foliar, prop dels nervis o del limbe, passen al primer estadi nimfal, durant el qual desenvolupen la seua grandària, des de juliol fins a setembre. Durant aquest estadi les nimfes són menudes i transparents. A més de presentar una zona brillant en forma de H. A la tardor canvien a un color més fosc i inicien la migració a les rames joves. La migració continua a l'hivern i aconsegueix el seu màxim desenvolupament al febrer i març. A les branques assoleixen l'estat adult.
Les nimfes són aplanades, ovals i de color marró clar. Es poden diferenciar de les nimfes de la caparreta blana (C. hesperidum) perquè presenten puntejades fosques uniformement repartides pel dors i són més planes. Un altre mètode per a diferenciar-les és observar la mida dels escuts, si tots tenen una grandària homogènia vol dir que pertanyen a la mateixa generació i, per tant, seran caparretes grisa, tanmateix si presenten diverses mides vol dir que hi ha diverses generacions, la qual cosa indica que es tracta de la caparreta blana.

### Plantes hostes
Es tracta d'una espècie polífaga que es nodreix de qualsevol espècie de cítrics (taronger, mandariner, llimonera, llimera, aranger, etc.), de qualsevol varietat d'aquests. També s'ha trobat en altres hostes, sempre prop de camps de cítrics, com ara noguera, castanyer, om, lledoner, llorer, mangraner, pi roig, tamariu i baladre. S'han registrat que pot parasitar 15 gèneres pertanyents a 13 famílies.

## Simptomatologia i danys
Els símptomes clàssics són la presència dels escuts dels adults sobre brots i fulles, l'aparença brillant de l'arbre a causa de la mel de melada que desprén l'insecte i la coloració negrenca que pren l'arbre en desenvolupar-se la negreta. En cítrics, aquesta sol aparèixer des de mitjan desembre fins a primavera, per la qual cosa si el fruit no ha sigut collit també serà cobert per la negreta i consegüentment es devaluarà la seua comercialització. Per això, la importància d'aquesta plaga augmenta en les varietats de cítrics tardanes.
Els danys que ocasiona són directes i indirectes. Els primers corresponen a la depressió vegetativa de l'arbre a conseqüència de la succió de saba, tant pels estadis nimfals, com les femelles adultes d'aquest insecte produeixen danys directes en extraure-la de l'arbre per a alimentar-se, afeblint els òrgans atacats. Els segons la presència de la negreta, que origina nous danys indirectes en minvar l'activitat de la fulla, ocasionant la seua caiguda, i fins i tot la dessecació de branques.
Com que les poblacions de caparreta grisa no arriben a ser considerables, és a dir, no acostuma a assolir l'estat de plaga per la qual cosa no s'ha desenvolupat cap mètode de mostreig.

## Gestió agronòmica

### Control biològic
Aquest còccid es troba totalment controlat per la fauna auxiliar, tant en agricultura convencional com en l'ecològica.
L'enemic naturals més freqüent és el parasitoide Metaphycus helvolus, que actua durant l'hivern i principis de primavera. No obstant això, l'acció d'aquest parasitoide pot veure's minvada en hiverns frígids, després dels quals el còccid pot sobrepassar el llindar de tractament. D'altra banda, en les zones costaneres amb hiverns més suaus, la presència d'aquest fitòfag els nostres cítrics és escassa o nul·la. La seua absència podria deure's a l'acció complementària que altres enemics naturals poden exercir sobre aquest còccid en aquestes zones amb hiverns més suaus, i l'acció dels quals és més limitada a l'interior a causa de les baixes temperatures de l'hivern.
Altres parasitoides que controlen la població de caparreta grisa són: Metaphycus flavus, Microtery nietneri i Coccophagus lycimnia, si bé, aquest últim pot també actuar com a hiperparasitoide dels primers.
Encara que es desconeixen, alguns depredadors generalistes com ara les crisopes i alguns coccinèl·lids específics de còccids (Exochomus quadripustulatus i Chilocorus bipustulatus) podrien alimentar-se de les nimfes de C. pseuomagnoliarum.

### Control cultural
En cas d'atacs evitar la presència d'espècies de formigues ramaderes de caparretes.

### Control químic
En cas d'haver de realitzar una aplicació fitosanitària per una explosió poblacional podria emprar-se, tant en agricultura ecològica com en convencional, oli de parafina i olis vegetals autoritzats en cítrics i agricultura ecològica. Es recomana seguir el mateix procediment que contra la caparreta negra.